# Tylotiella
Tylotiella là một chi ốc biển, là động vật thân mềm chân bụng sống ở biển thuộc họ Drilliidae.

## Các loài
Các loài thuộc chi Tylotiella bao gồm:
- Tylotiella androyensis Bozzetti, 2007[2]
- Tylotiella basipunctata Kilburn, 1988[3]
- Tylotiella biancae Bozzetti, 2008[4]
- Tylotiella burnupi (Sowerby III, 1897)[5]
- Tylotiella falcicosta (Barnard, 1958)[6]
- Tylotiella herberti Kilburn, 1988[7]
- Tylotiella heryi Bozzetti, 2007[8]
- Tylotiella hottentota (Smith E. A., 1882)[9]
- Tylotiella humilis (Smith E. A., 1879)[10]
- Tylotiella isibopho Kilburn, 1988[11]
- Tylotiella japonica (Lischke, 1869)[12]
- Tylotiella malva Morassi, 1998[13]
- Tylotiella mediocris (Deshayes, 1863)[14]
- Tylotiella obliquata (Reeve, 1845)[15]
- Tylotiella papilio Kilburn, 1988[16]
- Tylotiella quadrata Kilburn, 1988[17]
- Tylotiella roseofusca Bozzetti, 2007[18]
- Tylotiella subobliquata (Smith E. A., 1879)[19]
- Tylotiella sulekile Kilburn, 1988[20]